# مردقوش كبير
البردقوش أو المردكوش أو المَرْدَقُوشُ الكَبِيرُ (باللاتينية: Origanum majorana) نوع نباتي عشبي معمر يتبع جنس المردقوش من الفصيلة الشفوية، وهو نبات عطري من مجموعة النعانيع.

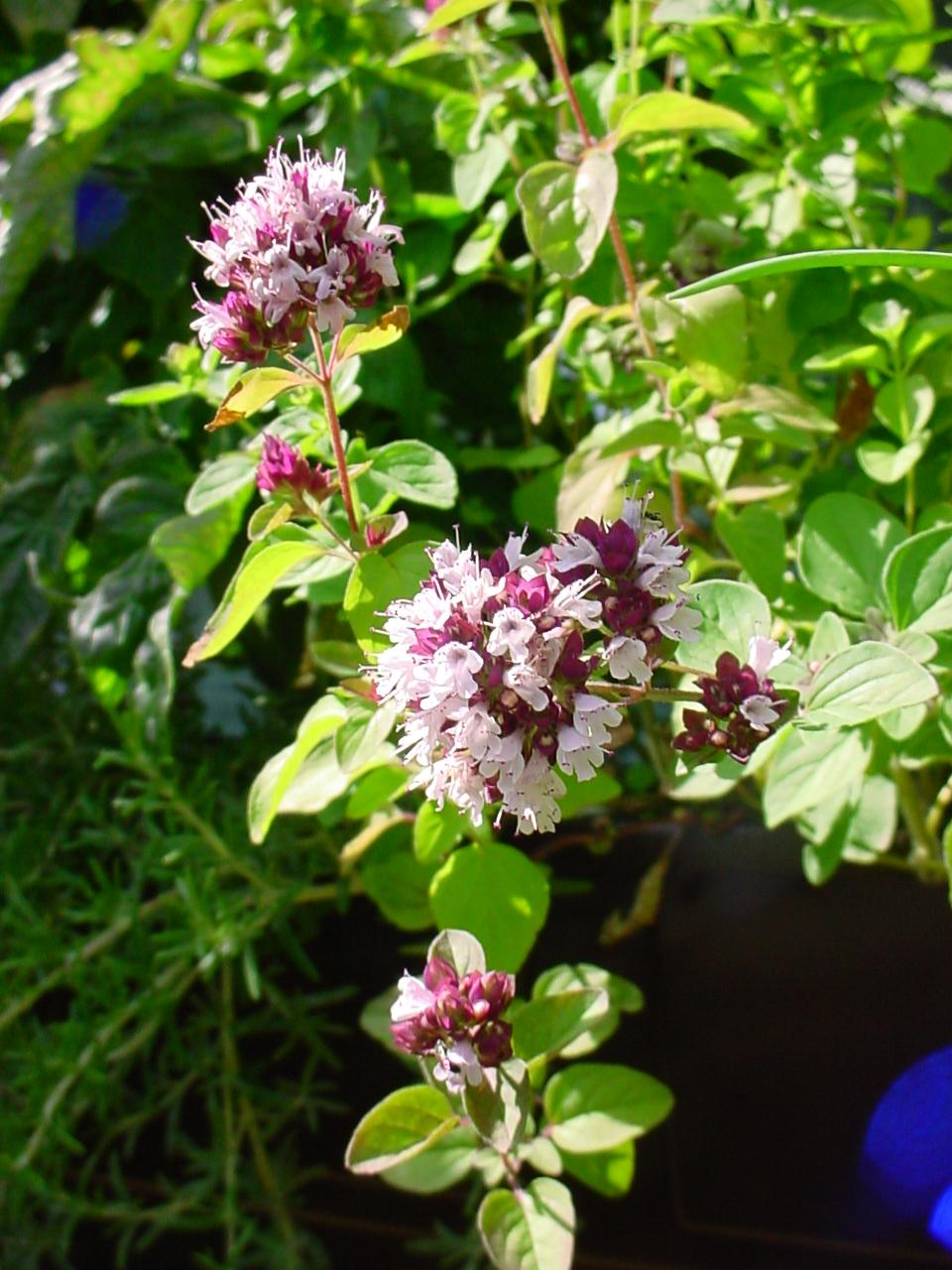
أزهار المردقوش

## الأسماء
ومن أسمائه:  المَرْدَقُوشُ البُستاني أو البَرْدَقُوشُ أو المردقوش أو المَرْزَنْجُوشُ أو العَنْقَزُ أو العُنقر أو الأَنْجَرَكُ أو المَلُولُ أو المَرْدَكُوشُ أو حبق الشيوخ أو ريحان الشيوخ أو خَفُوره خافور أو المرو البري أو مرو الغار أو مرو الريحان أو مرو السفيد أو مرو المَاحُوز أو السَرو الجَبَلي أو حبق الفيل أو السُّمسُق أو السَّمْسَق أو العترة أو البردقوس.

## موطنه وانتشاره
موطنه تركيا وقبرص وانتشر منه في بلاد حوض البحر الأبيض المتوسط (مثل لبنان و في حوران جنوب سورية) وفي إيران وفي فلسطين والأردن وشمال أمريكا والجزيرة العربية والهند. ينمو على المنحدرات المشمسة في المروج والحقول والأراضي الحجرية في الأجواء الجافة. يزرع بكثرة في المناطق الجنوبية من السعودية.

## الوصف النباتي
المردقوش هو نبات عشبي معمر ارتفاعه 30 ـ 60 سم. ساقه صلبة مضلعة، وتكسوها شعيرات دقيقة لونها في الأعلى أسمـر ممزوج بالحمرة، والورقة بشكل لسان، وأزهارها بمجموعات مغزلية لونها أحمر فاتح، ولها رائحة عطرية. أزهاره بيضاء تميل إلى اللون القرنفلي.

## استعمالاته
يستخدم على نطاق واسع في الصناعات الغذائية كتوابل مع اللحوم والخضراوات. وينصح بعدم تناوله أثناء الحمل، لأنه منبه رحمي نشط.

## فوائده الطبية
الجزء المستخدم من النبات هو جميع أجزائه الهوائية، يحتوي على زيت طيار وأهم مكوناته السابينين وهيدرات السابينين والكارقاكروول ولينالول، كما يحتوي على فلافونيات وحمض الكافئين وحمض الروزمارينيك وتربينات ثلاثية، يستخدم المردقوش على نطاق واسع فقد أورد جون جيرارد أن المردقوش علاج لأمراض الدماغ والرأس الناتجة عن البرد وهو مضاد للتشنج وهو منبه جيد وهو يستعمل للجهاز العصبي، ويجب عدم استخدامه أثناء الحمل.
وأشار إلى أن الأبحاث التي أُجريت حول سمية هذا العشب أثبتت أن خلاصته آمنة تماما حتى تركيز 5 غم لكل كيلوغرام من وزن الجسم. كما لم يسفر الاستعمال المتواصل له لمدة شهرين عن أضرار في وظائف الكبد والكِلى وصورة الدم مما يجعله آمناً تماماً عند استعماله بصورة متواصلة.
وجد مؤخراً احتوائه على مادة (E-beta-caryophyllene(EBCP وهي مادة مضادة للالتهابات حتى بجرعات صغيرة.

## الجرعة وطريقة الاستخدام
يأخذ ملء ملعقة شاي صغيره من مسحوق المردقوش الجاف توضع في كوب ثم يصب عليه ماء مغلي ويغطى ويترك ما بين 10 إلى 15 دقيقه ثم يصفى ويشرب مرتين في اليوم صباحا ومساء.

## الآثار الجانبية والسمية
الأبحاث التي أجريت حول سمية هذا العشب أثبتت أن خلاصته آمنة تماما حتى تركيز 5 جم لكل كيلوجرام من وزن الجسم كما لم يسفر الاستعمال المتواصل له لمدة شهرين عن أضرار في وظائف الكبد والكلى وصورة الدم مما يجعله آمنا تماما عند استعماله بصورة متواصلة، إلا أنه لوحظ أن الإكثار من تناوله يسبب النعاس.

## المعلومات الغذائية
يحتوي كل 100غ من المردكوش، بحسب وزارة الزراعة الأميركية على المعلومات الغذائية التالية :
- السعرات الحرارية: 271
- الدهون: 7.04
- الدهون المشبعة: 0.52
- الكاربوهيدرات: 60.56
- الألياف: 40.3
- البروتينات: 12.66
- الكولسترول: 0

المعلومات الغذائية عن المردكوش